# Taxidermia
Taxidermia is een Hongaarse film uit 2006 onder regie van György Pálfi.
Het verhaal van de geschiedenis van Hongarije wordt verteld aan de hand van drie Hongaarse mannen uit verschillende generaties. De eerste is een militair uit de Tweede Wereldoorlog, de volgende een aspirant wedstrijdeter tijdens de koude oorlog en de laatste een taxidermist uit de moderne tijd. De film brengt deze personen op een metaforische en visueel groteske manier in beeld. Er wordt veel gebruikgemaakt van zwarte humor en expliciete lichaamshorror.